# Teray Smith
Teray Smith, född 28 september 1994, är en friidrottare från Bahamas. Han deltog vid olympiska sommarspelen 2016.